# خودمهار کاری

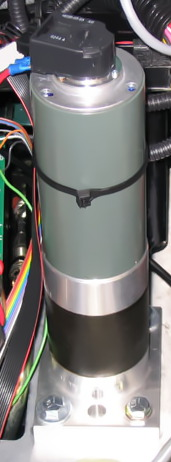
سروموتور صنعتی استوانهٔ خاکستری موتور DC جاوبک دار است. بخش سیاه پایین محتوی چرخ دندهٔ کاهندهٔ خورشیدی است. و قسمت سیاه بالایی انکدر چرخان نوری برای فیدبک موقعیت است. که در کل یک عملگر یک وسیلهٔ رباتیک بزرگ را تشکیل می‌دهد.

خودمهار کاری (Servomechanism) که گاهی "سروو" گفته می‌شود. یک دستگاه اتوماتیک است که از ارسال خطا و فیدبک منفی برای اصلاح عملکرد یک سازوکار استفاده می‌کند. معمولاً یک انکدر درونی دارد.
این اصطلاح به صورت صحیح فقط برای سامانه‌هایی که فیدبک یا سیگنال تصحیح خطا برای کنترل موقعیت مکانیکی، سرعت با دیگر متغییرها دارند استفاده می‌شود.